# فهرست ایالت‌های مکزیک
ایالت‌های مکزیک تقسیمات اداری سطح اول کشور مکزیک هستند که نام رسمی آن ایالات متحدهٔ مکزیک است. ۳۲ نهاد فدرال در مکزیک وجود دارد (۳۱ ایالت و پایتخت، مکزیکوسیتی، به عنوان یک نهاد جداگانه که به‌طور رسمی یک ایالت نیست).

## فهرست
| ایالت              | نام رسمی                        | نشان رسمی | مرکز                      | بزرگ‌ترین شهر              | مساحت (۱٬۹۷۲٬۵۵۰ کیلومتر مربع در مجموع)     | جمعیت (۲۰۲۲؛ ۱۲۶٬۲۶۱٬۰۰۰ در مجموع) | شهرداری‌ها     | حکم ورود | تاریخ ورود       |
| ------------------ | ------------------------------- | --------- | ------------------------- | ------------------------- | ------------------------------------------- | ---------------------------------- | ------------- | -------- | ---------------- |
| آگوئاسکالینتس      | Aguascalientes                  |           | آگوئاسکالینتس             | آگوئاسکالینتس             | ۵٬۶۱۵٫۷ کیلومتر مربع (۲٬۱۶۸٫۲ مایل مربع)    | ۱٬۴۲۹٬۰۰۰                          | ۱۱            | ۲۴       | فوریه ۵, ۱۸۵۷    |
| باخا کالیفرنیا     | Baja California                 |           | مخیکالی                   | تیخوانا                   | ۷۱٬۴۵۰٫۰ کیلومتر مربع (۲۷٬۵۸۷٫۰ مایل مربع)  | ۳٬۷۷۷٬۰۰۰                          | ۶             | ۲۹       | ژانویه ۱۶, ۱۹۵۲  |
| باخا کالیفرنیا سور | Baja California Sur             |           | لاپاز، باخا کالیفرنیا سور | لاپاز، باخا کالیفرنیا سور | ۷۳٬۹۰۹٫۴ کیلومتر مربع (۲۸٬۵۳۶٫۶ مایل مربع)  | ۷۳۲٬۰۰۰                            | ۵             | ۳۱       | اکتبر ۸, ۱۹۷۴    |
| کامپچه             | Campeche                        |           | کامپچه، کامپچه            | کامپچه، کامپچه            | ۵۷٬۴۸۴٫۹ کیلومتر مربع (۲۲٬۱۹۵٫۰ مایل مربع)  | ۹۳۱٬۰۰۰                            | ۱۳            | ۲۵       | آوریل ۲۹, ۱۸۶۳   |
| چیاپاس             | Chiapas                         |           | توکسلا گوتیرس             | توکسلا گوتیرس             | ۷۳٬۳۱۱٫۰ کیلومتر مربع (۲۸٬۳۰۵٫۵ مایل مربع)  | ۵٬۵۵۰٬۰۰۰                          | ۱۲۴           | ۱۹       | سپتامبر ۱۴, ۱۸۲۴ |
| ایالت چی‌واوا       | Chihuahua                       |           | چی‌واوا                    | سیوداد خوارس، چیئوائوا    | ۲۴۷٬۴۱۲٫۶ کیلومتر مربع (۹۵٬۵۲۶٫۵ مایل مربع) | ۳٬۷۵۱٬۰۰۰                          | ۶۷            | ۱۸       | ژوئیه ۶, ۱۸۲۴    |
| کواویلا            | Coahuila de Zaragoza            |           | سالتییو                   | سالتییو                   | ۱۵۱٬۵۹۴٫۸ کیلومتر مربع (۵۸٬۵۳۱٫۱ مایل مربع) | ۳٬۱۵۴٬۰۰۰                          | ۳۸            | ۱۶       | مه ۷, ۱۸۲۴       |
| کولیما             | Colima                          |           | کولیما، کولیما            | مانزانیلو                 | ۵٬۶۲۶٫۹ کیلومتر مربع (۲٬۱۷۲٫۶ مایل مربع)    | ۸۰۴٬۰۰۰                            | ۱۰            | ۲۳       | سپتامبر ۱۲, ۱۸۵۶ |
| دورانگو            | Durango                         |           | دورانگو                   | دورانگو                   | ۱۲۳٬۳۶۴٫۰ کیلومتر مربع (۴۷٬۶۳۱٫۱ مایل مربع) | ۱٬۸۴۲٬۰۰۰                          | ۳۹            | ۱۷       | مه ۲۲, ۱۸۲۴      |
| گواناهواتو         | Guanajuato                      |           | گوآناخوآتو سیتی           | لئون، گوآناخوآتو          | ۳۰٬۶۰۶٫۷ کیلومتر مربع (۱۱٬۸۱۷٫۳ مایل مربع)  | ۶٬۱۷۵٬۰۰۰                          | ۴۶            | ۲        | دسامبر ۲۰, ۱۸۲۳  |
| گررو               | Guerrero                        |           | چیلپانسینگو               | آکاپولکو، گوئررو          | ۶۳٬۵۹۵٫۹ کیلومتر مربع (۲۴٬۵۵۴٫۵ مایل مربع)  | ۳٬۵۴۸٬۰۰۰                          | ۸۱            | ۲۱       | اکتبر ۲۷, ۱۸۴۹   |
| ایالت ایدالگو      | Hidalgo                         |           | پاچوکا، ایدالگو           | پاچوکا، ایدالگو           | ۲۰٬۸۲۱٫۴ کیلومتر مربع (۸٬۰۳۹٫۲ مایل مربع)   | ۳٬۰۹۴٬۰۰۰                          | ۸۴            | ۲۶       | ژانویه ۱۶, ۱۸۶۹  |
| خالیسکو            | Jalisco                         |           | گوادالاخارا، خالیسکو      | گوادالاخارا، خالیسکو      | ۷۸٬۵۹۵٫۹ کیلومتر مربع (۳۰٬۳۴۶٫۰ مایل مربع)  | ۸٬۳۵۵٬۰۰۰                          | ۱۲۵           | ۹        | دسامبر ۲۳, ۱۸۲۳  |
| ایالت مخیکو        | México                          |           | تولوکا                    | اکاتپک د مورلوس           | ۲۲٬۳۵۱٫۸ کیلومتر مربع (۸٬۶۳۰٫۱ مایل مربع)   | ۱۷٬۰۰۱٬۰۰۰                         | ۱۲۵           | ۱        | دسامبر ۲۰, ۱۸۲۳  |
| مکزیکوسیتی         | Ciudad de México                |           | مکزیکوسیتی                | مکزیکوسیتی                | ۱٬۴۹۴٫۳ کیلومتر مربع (۵۷۷٫۰ مایل مربع)      | ۹٬۲۱۵٬۰۰۰                          | ۱۶ (boroughs) | ۳۲       | ژانویه ۲۹, ۲۰۱۶  |
| میچوآکان           | Michoacán de Ocampo             |           | مورلیا، میچوآکان          | مورلیا، میچوآکان          | ۵۸٬۵۹۸٫۷ کیلومتر مربع (۲۲٬۶۲۵٫۱ مایل مربع)  | ۴٬۷۵۶٬۰۰۰                          | ۱۱۳           | ۵        | دسامبر ۲۲, ۱۸۲۳  |
| ایالت مورلوس       | Morelos                         |           | کورناواک                  | کورناواک                  | ۴٬۸۷۸٫۹ کیلومتر مربع (۱٬۸۸۳٫۸ مایل مربع)    | ۱٬۹۸۱٬۰۰۰                          | ۳۶            | ۲۷       | آوریل ۱۷, ۱۸۶۹   |
| نایاریت            | Nayarit                         |           | تپیک                      | تپیک                      | ۲۷٬۸۵۶٫۵ کیلومتر مربع (۱۰٬۷۵۵٫۵ مایل مربع)  | ۱٬۲۴۳٬۰۰۰                          | ۲۰            | ۲۸       | ژانویه ۲۶, ۱۹۱۷  |
| نوئوو لئون         | Nuevo León                      |           | مونتری                    | مونتری                    | ۶۴٬۱۵۶٫۲ کیلومتر مربع (۲۴٬۷۷۰٫۸ مایل مربع)  | ۵٬۸۰۲٬۰۰۰                          | ۵۱            | ۱۵       | مه ۷, ۱۸۲۴       |
| اوآخاکا            | Oaxaca                          |           | اوآخاکا د خوارز           | اوآخاکا د خوارز           | ۹۳٬۷۵۷٫۶ کیلومتر مربع (۳۶٬۲۰۰٫۰ مایل مربع)  | ۴٬۱۳۹٬۰۰۰                          | ۵۷۰           | ۳        | دسامبر ۲۱, ۱۸۲۳  |
| پوئبلا             | Puebla                          |           | پوئبلا سیتی               | پوئبلا سیتی               | ۳۴٬۳۰۹٫۶ کیلومتر مربع (۱۳٬۲۴۷٫۰ مایل مربع)  | ۶٬۵۹۰٬۰۰۰                          | ۲۱۷           | ۴        | دسامبر ۲۱, ۱۸۲۳  |
| کرتارو             | Querétaro                       |           | کرتارو سیتی               | کرتارو سیتی               | ۱۱٬۶۹۰٫۶ کیلومتر مربع (۴٬۵۱۳٫۸ مایل مربع)   | ۲٬۳۷۴٬۰۰۰                          | ۱۸            | ۱۱       | دسامبر ۲۳, ۱۸۲۳  |
| کینتانا رو         | Quintana Roo                    |           | چتومال (کینتانا رو)       | کانکون                    | ۴۴٬۷۰۵٫۲ کیلومتر مربع (۱۷٬۲۶۰٫۸ مایل مربع)  | ۱٬۸۶۵٬۰۰۰                          | ۱۱            | ۳۰       | اکتبر ۸, ۱۹۷۴    |
| سن لوئیس پوتوسی    | San Luis Potosí                 |           | سان لوئیس پوتوسی سیتی     | سان لوئیس پوتوسی سیتی     | ۶۱٬۱۳۸٫۰ کیلومتر مربع (۲۳٬۶۰۵٫۵ مایل مربع)  | ۲٬۸۳۵٬۰۰۰                          | ۵۸            | ۶        | دسامبر ۲۲, ۱۸۲۳  |
| سینالوآ            | Sinaloa                         |           | کولیاچان                  | کولیاچان                  | ۵۷٬۳۶۵٫۴ کیلومتر مربع (۲۲٬۱۴۸٫۹ مایل مربع)  | ۳٬۰۴۱٬۰۰۰                          | ۱۸            | ۲۰       | اکتبر ۱۴, ۱۸۳۰   |
| ایالت سونورا       | Sonora                          |           | ارموسییو                  | ارموسییو                  | ۱۷۹٬۳۵۴٫۷ کیلومتر مربع (۶۹٬۲۴۹٫۲ مایل مربع) | ۲٬۹۵۰٬۰۰۰                          | ۷۲            | ۱۲       | ژانویه ۱۰, ۱۸۲۴  |
| ایالت تاباسکو      | Tabasco                         |           | ویلاهرمسا، تاباسکو        | ویلاهرمسا، تاباسکو        | ۲۴٬۷۳۰٫۹ کیلومتر مربع (۹٬۵۴۸٫۷ مایل مربع)   | ۲٬۴۱۱٬۰۰۰                          | ۱۷            | ۱۳       | فوریه ۷, ۱۸۲۴    |
| تامائولیپاس        | Tamaulipas                      |           | سیوداد ویکتوریا           | رینوسا تامائولیپاس        | ۸۰٬۲۴۹٫۳ کیلومتر مربع (۳۰٬۹۸۴٫۴ مایل مربع)  | ۳٬۵۳۴٬۰۰۰                          | ۴۳            | ۱۴       | فوریه ۷, ۱۸۲۴    |
| تلاسکالا           | Tlaxcala                        |           | تلاسکالا سیتی             | San Pablo del Monte       | ۳٬۹۹۶٫۶ کیلومتر مربع (۱٬۵۴۳٫۱ مایل مربع)    | ۱٬۳۵۰٬۰۰۰                          | ۶۰            | ۲۲       | دسامبر ۹, ۱۸۵۶   |
| وراکروز            | Veracruz de Ignacio de la Llave |           | زالاپا                    | وراکروس                   | ۷۱٬۸۲۳٫۵ کیلومتر مربع (۲۷٬۷۳۱٫۲ مایل مربع)  | ۸٬۰۷۳٬۰۰۰                          | ۲۱۲           | ۷        | دسامبر ۲۲, ۱۸۲۳  |
| یوکاتان            | Yucatán                         |           | مریدا، یوکاتان            | مریدا، یوکاتان            | ۳۹٬۵۲۴٫۴ کیلومتر مربع (۱۵٬۲۶۰٫۵ مایل مربع)  | ۲٬۳۳۱٬۰۰۰                          | ۱۰۶           | ۸        | دسامبر ۲۳, ۱۸۲۳  |
| ساکاتکاس           | Zacatecas                       |           | زاکاتکاس ٬زاکاتکاس        | گوادالوپ، زاکاتکاس        | ۷۵٬۲۷۵٫۳ کیلومتر مربع (۲۹٬۰۶۴٫۰ مایل مربع)  | ۱٬۶۲۸٬۰۰۰                          | ۵۸            | ۱۰       | دسامبر ۲۳, ۱۸۲۳  |

توضیحات:
1. ↑  (به جز مکزیکوسیتی):
Estado Libre y Soberano de ("ایالت مستقل و آزادِ")
2. ↑  تحت نام تجاس، مکزیک به حکومت فدرال پیوسته بود.
3. 1 2 3  ایالت‌های نوئوو لئون، تامائولیپاس و کواویلا در سال ۱۸۴۰ مستقل شدند «دفاکتو» تا República del Río Grande (الگو:Lang- en)؛ هرگز استقلال خود را تحکیم نکرد، زیرا نیروهای مستقل توسط نیروهای متمرکز شکست خوردند.[۱۲]
4. ↑  شامل جزایر دورافتادهٔ جزایر رویلیاخیخدو، که خود آن‌ها به‌صورت فدرال اداره می‌شوند.
5. ↑  مکزیکو سیتی یک ناحیه فدرال بود. در ۲۹ ژانویه ۲۰۱۶، وضعیت آن به عنوان منطقهٔ فدرال متوقف شد.
6. ↑  تحت نام Estado de Occidente به حکومت فدرال پیوسته بود.
7. ↑  ایالت ایالت تاباسکو در دو نوبت از مکزیک جدا شد: اول در ۱۳ فوریه ۱۸۴۱، مجدداً در ۲ دسامبر ۱۸۴۲ پیوست. و دومی از ۹ نوامبر ۱۸۴۶ تا ۹ دسامبر ۱۸۴۶.
8. ↑  به عنوان República Federada de Yucatán[۲۱] (انگلیسی: Federated Republic of Yucatán) به حکومت فدرال پیوست و توسط ایالت‌های فعلی یوکاتان، کامپچه و کوئینتانا رو تشکیل شده‌است. در سال ۱۸۴۱ مستقل شد و دومین جمهوری یوکاتان را تشکیل داد و در سال ۱۸۴۸ مجدداً به آن پیوست.